# Joseph Kovátsch

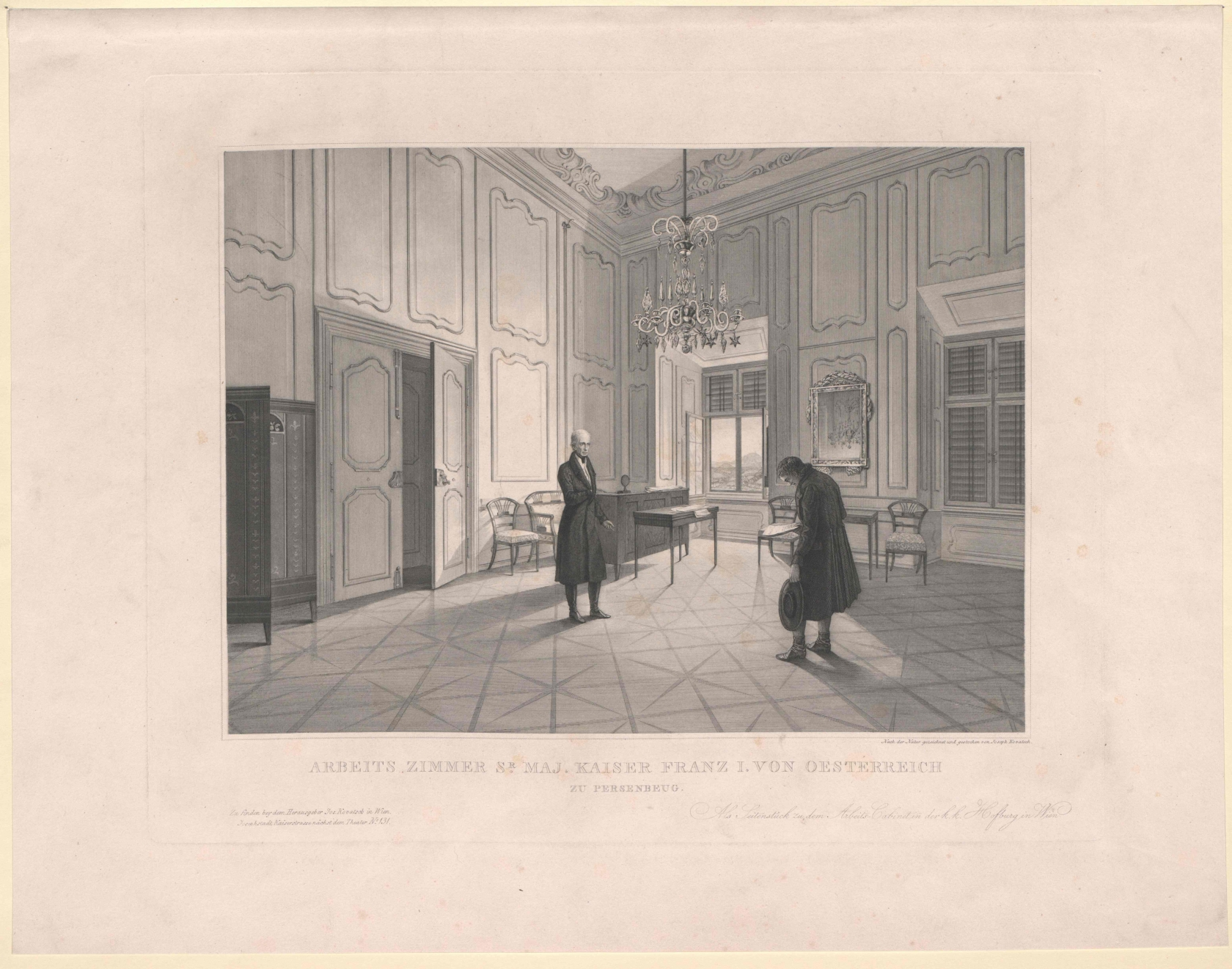
Arbeitszimmer Seiner Majestät Kaiser Franz I. von Österreich

Joseph Kovátsch (* 22. April 1799 in Wien; † 7. Juni 1839 in St. Veit, heute zu Wien-Hietzing) war ein österreichischer Kupferstecher.

## Leben
Kovátsch war Sohn eines Chirurgen. Er studierte von 1815 bis 1822 an der Wiener Kunstakademie in der Kupferstecherklasse bei Franz Xaver Stöber.
Kovátsch war ab 1822 als Reproduktionsstecher tätig. Er schuf u. a. Kupferstiche nach den von Sigmund Ferdinand von Perger hergestellten Aquarellkopien der Meisterwerke aus der Belvedere-Galerie im Schloss Belvedere.
Er schuf Buchillustrationen für verschiedene Verlage, und auch Kupferstiche nach den Werken barocker und zeitgenössischer Maler, sowie nach eigenen Vorlagen. Ab 1828 beschäftigte er sich auch mit der Kunst des Stahlstiches.
Er zeigte seine Werke in den Jahren 1824, 1826, 1828, 1834 und 1836 an der Wiener Akademie im Sankt Annahof.